# Josh Thomson
Joshua Joseph Thomson (San Jose, 21 settembre 1978) è un lottatore di arti marziali miste statunitense.
Combatte nella categoria dei pesi leggeri per la promozione Bellator MMA.
In passato ha combattuto per la promozione UFC, nella quale lottò tra il 2003 ed il 2004, abbandonò l'organizzazione e non vi tornò più fino al 2013, anno dell'avvenuta fusione tra l'UFC e la Strikeforce per la quale Thomson aveva stipulato un contratto.
È stato campione dei pesi leggeri Strikeforce tra il 2008 ed il 2009 ed è stato anche l'unico campione del defunto titolo nazionale statunitense dei pesi leggeri Strikeforce.
In passato ha combattuto anche in altre promozioni di prestigio quale la Pride.

## Carriera nelle arti marziali miste

### Inizi
La carriera da professionista delle arti marziali miste di Thomson inizia nel 2001 con alcuni incontri negli Stati Uniti per diverse organizzazioni locali: qui inanella una serie di vittorie contro avversari di buon livello come l'olimpionico di taekwondo Victor Estrada ed il futuro campione WEC Rob McCullough, vittorie intervallate da un no contest contro il giapponese Norifumi Yamamoto causa un involontario calcio all'inguine dell'avversario.

### UFC e Pride
Con un record personale di 5-0 Thomson fa il suo esordio nella prestigiosa Ultimate Fighting Championship nel 2003: qui mette KO al primo round Gerald Strebendt.
Successivamente sconfigge anche Hermes Franca ai punti e si avvicina ai top fighter della divisione, salvo venire sconfitto per KO da Yves Edwards.
Dopo aver patito la sua prima sconfitta in carriera nel 2005 Thomson decide di rescindere il proprio contratto con l'UFC e di passare alla nipponica Pride, al tempo la migliore organizzazione al mondo per le divisioni di peso elevate.
Qui Thomson combatte un solo incontro con il lottatore di casa Daisuke Sugie, vincendo per sottomissione.

### Strikeforce
Il passaggio in Strikeforce di Thomson risale al 2006.
Grazie al suo ottimo curriculum e al suo record personale di 8-1 Thomson può subito lottare per il vacante titolo dei pesi leggeri contro Clay Guida, lottatore molto navigato che al tempo vantava già più di 20 incontri da professionista: Thomson venne sconfitto ai punti con giudizio unanime, nonostante a Guida venne sottratto un punto per aver colpito l'occhio di Thomson.
Persa la sfida per il titolo, Thomson si ricompone ed infila tre vittorie consecutive tutte per sottomissione: brilla in particolare la vittoria per strangolamento su Duane Ludwig, lottatore che sarà protagonista in UFC.
Nel 2006 viene istituito il titolo nazionale statunitense dei pesi leggeri Strikeforce, e Thomson viene chiamato in causa per sfidare Nam Phan con la cintura in palio: Thomson s'impone sul lottatore di origini vietnamite ai punti e diviene quindi campione nazionale Strikeforce.
Successivamente difende il titolo contro Nick Gonzalez e vince un ulteriore incontro con Adam Lynn, portando il proprio record personale a 14-2 e il record parziale in Strikeforce a 5-1.
Nel 2008 può così affrontare il campione in carica Gilbert Melendez, considerato all'unanime uno dei pesi leggeri più forti del mondo: nei cinque round Thomson vince ai punti con giudizio unanime dei giudici di gara, vincendo così il titolo di categoria e unificandolo con quello nazionale vinto precedentemente nel 2006, di fatto eliminandolo.
Thomson vince anche un successivo incontro per KO contro Ashe Bowman, incontro non valido per il titolo.
Il regno di Thomson come campione di categoria dura poco in quanto non riesce a difendere il titolo nel rematch contro Gilbert Melendez nel 2009, perdendo ai punti per decisione unanime.
Negli anni a seguire Thomson cerca di tornare in corsa per una terza sfida al campione Melendez, sconfiggendo per sottomissione l'ex campione MFC Pat Healy e vincendo ai punti contro Gesias Cavalcante e contro l'ex campione EliteXC K.J. Noons, vittorie intervallate dalla sconfitta patita per mano dell'ex campione Shooto Tatsuya Kawajiri.
Grazie alla vittoria su Noons Thomson ottiene una nuova possibilità per sfidare il campione in carica Gilbert Melendez, mettendo quindi fine alla trilogia tra i due: nell'incontro per il titolo Thomson mette in grande difficoltà il campione, che comunque riesce a farsi valere con buoni colpi e diversi takedown e strappa la vittoria per pochi punti ai danni di un contrariato Thomson.

### Ritorno in UFC
Nel 2013 l'UFC completò l'accorpamento della Strikeforce al suo interno di fatto dismettendo quest'ultima, e di conseguenza Thomson venne aggiunto al già folto roster dei pesi leggeri dell'UFC.
Tornò quindi a combattere nell'ottagono il 20 aprile 2013 contro l'ex contendente al titolo UFC e numero 4 dei ranking Nate Diaz, riuscendo in un incredibile upset con una vittoria per KO tecnico.
Inserito come il contendente numero 5 della divisione nei ranking UFC, Thomson si ritrovò inaspettatamente nel ruolo di sfidante al titolo dei pesi leggeri UFC contro il nuovo campione Anthony Pettis, in quanto il primo contendente TJ Grant era infortunato e tutti gli altri possibili contendenti più quotati di Thomson erano reduci da sconfitte; il match avrebbe dovuto svolgersi in dicembre, ma un infortunio capitato al campione Pettis causò l'annullamento della sfida, e Thomson si prese il rischio di sfidare nel frattempo l'ex campione Ben Henderson: contro il contendente numero 1 nei ranking UFC dei pesi leggeri e numero 9 pound for pound, ex campione UFC con tre difese del titolo ed ex campione WEC Thomson sfodera una grande prestazione nonostante un infortunio alla mano destra occorso durante il match, ma al termine dei cinque round due giudici su tre assegnano la vittoria al rivale.
In luglio avrebbe dovuto affrontare il numero 9 dei ranking Michael Johnson, ma quest'ultimo s'infortunò e venne sostituito dal numero 12 delle classifiche Bobby Green: Thomson subì un clamoroso upset e venne sconfitto per decisione non unanime dei giudici di gara.
Nel marzo del 2015 doveva vedersela in Brasile con l'atleta di casa Gilbert Burns ma proprio Thomson s'infortunò. Ritornò a combattere a luglio per affrontare Tony Ferguson; dopo un match quasi totalmente dominato dal suo avversario, Thomson venne sconfitto per decisione unanime.

### Bellator
Ad agosto del 2015, firmò un contratto con la promozione americana Bellator MMA. Debuttò ufficialmente a settembre, dove sconfisse per sottomissione Mike Bronzoulis nella terza ripresa.
Al suo secondo incontro in promozione affrontò a dicembre Pablo Villaseca, vincendo l'incontro per KO tecnico al secondo round.

## Risultati nelle arti marziali miste
| Risultato  | Record   | Avversario        | Metodo                                 | Evento                                         | Data              | Round | Tempo | Città                      | Note                                                        |
| ---------- | -------- | ----------------- | -------------------------------------- | ---------------------------------------------- | ----------------- | ----- | ----- | -------------------------- | ----------------------------------------------------------- |
| Vittoria   | 22-8 (1) | Pablo Villaseca   | KO Tecnico (pugni)                     | Bellator 147                                   | 4 dicembre 2015   | 2     | 3:59  | San Jose, Stati Uniti      |                                                             |
| Vittoria   | 21-8 (1) | Mike Bronzoulis   | Sottomissione (triangolo di braccio)   | Bellator MMA & Glory: Dynamite 1               | 19 settembre 2015 | 3     | 0:39  | San Jose, Stati Uniti      | Debutto in Bellator                                         |
| Sconfitto  | 20-8 (1) | Tony Ferguson     | Decisione (unanime)                    | UFC Fight Night: Mir vs. Duffee                | 15 luglio 2015    | 3     | 5:00  | San Diego, Stati Uniti     |                                                             |
| Sconfitta  | 20-7 (1) | Bobby Green       | Decisione (non unanime)                | UFC on Fox: Lawler vs. Brown                   | 26 luglio 2014    | 3     | 5:00  | San Jose, Stati Uniti      |                                                             |
| Sconfitta  | 20-6 (1) | Ben Henderson     | Decisione (non unanime)                | UFC on Fox: Henderson vs. Thomson              | 25 gennaio 2014   | 5     | 5:00  | Chicago, Stati Uniti       |                                                             |
| Vittoria   | 20-5 (1) | Nate Diaz         | KO Tecnico (calcio alla testa e pugni) | UFC on Fox: Henderson vs. Melendez             | 20 aprile 2013    | 2     | 3:44  | San Jose, Stati Uniti      |                                                             |
| Sconfitta  | 19-5 (1) | Gilbert Melendez  | Decisione (non unanime)                | Strikeforce: Barnett vs. Cormier               | 19 maggio 2012    | 5     | 5:00  | San Jose, Stati Uniti      | Per il titolo dei Pesi Leggeri Strikeforce                  |
| Vittoria   | 19–4 (1) | K.J. Noons        | Decisione (unanime)                    | Strikeforce: Tate vs. Rousey                   | 3 marzo 2012      | 3     | 5:00  | Columbus, Stati Uniti      |                                                             |
| Sconfitta  | 18–4 (1) | Tatsuya Kawajiri  | Decisione (unanime)                    | Dynamite!! 2010                                | 31 dicembre 2010  | 3     | 5:00  | Saitama, Giappone          |                                                             |
| Vittoria   | 18–3 (1) | Gesias Cavalcante | Decisione (unanime)                    | Strikeforce: Diaz vs. Noons II                 | 9 ottobre 2010    | 3     | 5:00  | San Jose, Stati Uniti      |                                                             |
| Vittoria   | 17–3 (1) | Pat Healy         | Sottomissione (rear naked choke)       | Strikeforce: Fedor vs. Werdum                  | 26 giugno 2010    | 3     | 4:27  | San Jose, Stati Uniti      |                                                             |
| Sconfitta  | 16–3 (1) | Gilbert Melendez  | Decisione (unanime)                    | Strikeforce: Evolution                         | 19 dicembre 2009  | 5     | 5:00  | San Jose, Stati Uniti      | Perde il titolo dei Pesi Leggeri Strikeforce                |
| Vittoria   | 16–2 (1) | Ashe Bowman       | KO Tecnico (pugni)                     | Strikeforce: At The Mansion II                 | 20 settembre 2008 | 1     | 1:14  | Beverly Hills, Stati Uniti |                                                             |
| Vittoria   | 15–2 (1) | Gilbert Melendez  | Decisione (unanime)                    | Strikeforce: Melendez vs. Thomson              | 27 giugno 2008    | 5     | 5:00  | San Jose, Stati Uniti      | Vince il titolo dei Pesi Leggeri Strikeforce                |
| Vittoria   | 14–2 (1) | Adam Lynn         | KO Tecnico (pugni)                     | Strikeforce: Playboy Mansion                   | 29 settembre 2007 | 1     | 4:45  | Beverly Hills, Stati Uniti |                                                             |
| Vittoria   | 13–2 (1) | Nick Gonzalez     | Sottomissione (rear naked choke)       | Strikeforce: Shamrock vs. Baroni               | 22 giugno 2007    | 1     | 1:42  | San Jose, Stati Uniti      | Difende il titolo statunitense dei Pesi Leggeri Strikeforce |
| Vittoria   | 12–2 (1) | Nam Phan          | Decisione (unanime)                    | Strikeforce: Triple Threat                     | 8 dicembre 2006   | 3     | 5:00  | San Jose, Stati Uniti      | Vince il titolo statunitense dei Pesi Leggeri Strikeforce   |
| Vittoria   | 11–2 (1) | Duane Ludwig      | Sottomissione (ghigliottina)           | Strikeforce: Tank vs. Buentello                | 7 ottobre 2006    | 2     | 4:36  | Fresno, Stati Uniti        |                                                             |
| Vittoria   | 10–2 (1) | Rocky Johnson     | Sottomissione (armbar)                 | PFA: Pride and Fury 5                          | 6 luglio 2006     | 1     | 1:55  | Worley, Stati Uniti        |                                                             |
| Vittoria   | 9–2 (1)  | Harris Sarmiento  | Sottomissione (triangolo di braccio)   | Strikeforce: Revenge                           | 9 giugno 2006     | 3     | 3:19  | San Jose, Stati Uniti      |                                                             |
| Sconfitta  | 8–2 (1)  | Clay Guida        | Decisione (unanime)                    | Strikeforce: Shamrock vs. Gracie               | 10 marzo 2006     | 5     | 5:00  | San Jose, Stati Uniti      | Per il titolo dei Pesi Leggeri Strikeforce                  |
| Vittoria   | 8–1 (1)  | Daisuke Sugie     | Sottomissione (kneebar)                | Pride Bushido 8                                | 17 luglio 2005    | 1     | 4:35  | Nagoya, Giappone           | Debutto in Pride                                            |
| Sconfitta  | 7–1 (1)  | Yves Edwards      | KO (calcio volante alla testa e pugni) | UFC 49: Unfinished Business                    | 21 agosto 2004    | 1     | 4:32  | Las Vegas, Stati Uniti     |                                                             |
| Vittoria   | 7–0 (1)  | Hermes Franca     | Decisione (unanime)                    | UFC 46: Supernatural                           | 31 gennaio 2004   | 3     | 5:00  | Las Vegas, Stati Uniti     |                                                             |
| Vittoria   | 6–0 (1)  | Gerald Strebendt  | KO (pugni)                             | UFC 44: Undisputed                             | 26 settembre 2003 | 1     | 2:45  | Las Vegas, Stati Uniti     | Debutto in UFC                                              |
| Vittoria   | 5–0 (1)  | Rob McCullough    | Decisione (unanime)                    | WFA 3: Level 3                                 | 23 novembre 2002  | 3     | 5:00  | Las Vegas, Stati Uniti     |                                                             |
| Vittoria   | 4–0 (1)  | Kajan Johnson     | Sottomissione (gomitate)               | SE: North American Sport Fighting Invitational | 7 settembre 2002  | 2     | 4:56  | Boise, Stati Uniti         |                                                             |
| Vittoria   | 3–0 (1)  | Doug Evans        | Sottomissione (triangolo)              | NW Submission Fighting 1                       | 4 maggio 2002     | 1     | 1:29  | Boise, Stati Uniti         |                                                             |
| No Contest | 2–0 (1)  | Norifumi Yamamoto | No Contest (calcio all'inguine)        | Shogun 1                                       | 15 dicembre 2001  | 2     | 2:00  | Honolulu, Stati Uniti      |                                                             |
| Vittoria   | 2–0      | Víctor Estrada    | Sottomissione (triangolo)              | Gladiators Vale Tudo                           | 10 marzo 2001     | -     | -     | Worley, Stati Uniti        |                                                             |
| Vittoria   | 1–0      | Jason Abajian     | KO (pugni)                             | Bushido 1                                      | 18 gennaio 2001   | 1     | -     | Tempe, Stati Uniti         |                                                             |